# Jack Murdoch
Jack Murdoch, né le 18 juillet 1908 à Toronto et mort le 10 octobre 1944 à Terneuzen durant la Seconde Guerre mondiale, est un rameur d'aviron canadien.

## Palmarès

### Jeux olympiques
- Amsterdam 1928
  -  Médaille de bronze en huit[1].